# Penstemon kunthii
Penstemon kunthii là một loài thực vật có hoa trong họ Mã đề. Loài này được G. Don mô tả khoa học đầu tiên năm 1830.